# 孙丽丽
孙丽丽（1961年11月—），女，山东烟台人，中国炼油工程设计技术专家，全国工程勘察设计大师，中国工程院院士，现任中国石化工程建设有限公司党委书记、总经理。